# Château d'Épinats
Le château d'Épinats est un château situé à Cizay-la-Madeleine, en France.

## Localisation
Le château est situé dans le département français de Maine-et-Loire, sur la commune de Cizay-la-Madeleine.

## Historique
L'édifice est inscrit au titre des monuments historiques en 1973.